# دیکمان اشتادیون
دیکمان اشتادیون، یک ورزشگاه چندمنظوره در شهر انسخده، هلند بود. این ورزشگاه محل برگزاری بازی‌های خانگی باشگاه فوتبال توئنته از سال ۱۹۵۶ تا ۱۹۹۸، بود. ورزشگاه معمولاً برای مسابقات فوتبال استفاده می‌شد در سال ۱۹۵۶ افتتاح شد و گنجایش ۱۳٬۵۰۰ نفر را داشت. در سال ۱۹۹۸ بسته‌شد.